# Bambusowa kurtyna

Bambusowa kurtyna w 1959

Bambusowa kurtyna (ang. Bamboo Curtain) – określenie utworzone w czasach zimnej wojny przez analogię do żelaznej kurtyny, symbolizujące podział kontynentu i izolację komunistycznych państw wschodniej Azji (Chiny, Korea Północna, Kambodża, Wietnam i in.) od reszty krajów.